# Bahlingen am Kaiserstuhl
Bahlingen am Kaiserstuhl är en kommun och ort i Landkreis Emmendingen i regionen Südlicher Oberrhein i Regierungsbezirk Freiburg i förbundslandet Baden-Württemberg i Tyskland.
Kommunen ingår i kommunalförbundet Nördlicher Kaiserstuhl tillsammans med staden Endingen am Kaiserstuhl och kommunerna Forchheim, Riegel am Kaiserstuhl, Sasbach am Kaiserstuhl och Wyhl am Kaiserstuhl.